# Приход Кейла
Прихо́д Ке́йла (эст. Keila kihelkond, нем. Kirchspiel Kegel) — административно-территориальная единица Эстонии, входившая в состав исторической области Харьюмаа. Во времена Российской империи носил название приход Кегель, Ке́гельский приход и входил в состав Эстляндской губернии.
В состав прихода входили 38 мыз: 1 церковная мыза (пасторат), 22 рыцарские мызы (дворянских имения), 10 побочных мыз, 4 полумызы и 1 городская мыза.
Центром прихода являлся пасторат Кегель.

## Мызы
| Изображение | Оригинальное название                     | Приход       | Состояние            | Место нахождения | Архитектурный стиль              | Название            | Примечания                                  |
| ----------- | ----------------------------------------- | ------------ | -------------------- | ---------------- | -------------------------------- | ------------------- | ------------------------------------------- |
|             | эст. Keila kirikumõis нем. Pastorat Kegel | Приход Кейла | Сохранилась          | Кейла            |                                  | Пасторат Кейла      | церковная мыза                              |
|             | эст. Haabersti нем. Habers                | Приход Кейла | Не сохранилась       | Таллин           |                                  | Мыза Хааберсти      | городская мыза                              |
|             | эст. Harku нем. Hark                      | Приход Кейла | Сохранилась          | Харку            | Классицизм                       | Мыза Харку          | рыцарская мыза (дворянское имение)          |
|             | эст. Humala нем. Hummala                  | Приход Кейла | Сохранилась          | Хумала           |                                  | Мыза Хумала         | побочная мыза рыцарской мызы Вяэна          |
|             | эст. Hüüru нем. Hüer                      | Приход Кейла | Сохранилась          | Хюйру            | Историзм                         | Мыза Хюйру          | побочная мыза рыцарской мызы Раннамыйза     |
|             | эст. Jõgisoo нем. Joeggis                 | Приход Кейла | Не сохранилась       | Йыгисоо          |                                  | Мыза Йыгисоо        | рыцарская мыза (дворянское имение)          |
|             | эст. Jälgimäe нем. Jelgimeggi             | Приход Кейла |                      | Яльгимяэ         |                                  | Мыза Яльгимяэ       | рыцарская мыза (дворянское имение)          |
|             | эст. Keila нем. Kegel                     | Приход Кейла |                      | Кейла            |                                  | Мыза Кейла          | рыцарская мыза (дворянское имение)          |
|             | эст. Keila-Joa нем. Schloss Fall          | Приход Кейла | Сохранилась          | Кейла-Йоа        | Неоготика                        | Мыза Кейла-Йоа      | рыцарская мыза (дворянское имение)          |
|             | эст. Klooga нем. Lodensee                 | Приход Кейла | Сохранилась          | Клоога           | Классицизм                       | Мыза Клоога         | рыцарская мыза (дворянское имение)          |
|             | эст. Koppelmaa нем. Koppelmann            | Приход Кейла |                      | Коппельмаа       |                                  | Мыза Коппельмаа     | полумыза                                    |
|             | эст. Kumna нем. Kumna                     | Приход Кейла | Сохранилась          | Кумна            | Неоклассицизм                    | Мыза Кумна          | рыцарская мыза (дворянское имение)          |
|             | эст. Kõltsu нем. Wellenhof                | Приход Кейла | Сохранилась          | Кылтсу           | Модерн                           | Мыза Кылтсу         | полумыза                                    |
|             | эст. Käesalu нем. Kaesal                  | Приход Кейла |                      | Кяэсалу          |                                  | Мыза Кяэсалу        | побочная мыза рыцарской мызы Кейла-Йоа      |
|             | эст. Laulasmaa нем. Laulasma              | Приход Кейла | Не сохранилась       | Лауласмаа        |                                  | Мыза Лауласмаа      | рыцарская мыза (дворянское имение)          |
|             | эст. Lehola нем. Lehhola                  | Приход Кейла | Сохранилась в руинах | Лехола           |                                  | Мыза Лехола         | рыцарская мыза (дворянское имение)          |
|             | эст. Lucca нем. Lukka                     | Приход Кейла | Не сохранилась       | Лукка            |                                  | Мыза Лукка          | полумыза                                    |
|             | эст. Meremõisa нем. Merremois             | Приход Кейла | Не сохранилась       | Меремыйза        |                                  | Мыза Меремыйза      | побочная мыза рыцарской мызы Кейла-Йоа      |
|             | эст. Muraste нем. Morras                  | Приход Кейла | Сохранилась          | Мурасте          | Неоренессанс                     | Мыза Мурасте        | побочная мыза рыцарской мызы Раннамыза      |
|             | эст. Mustamäe нем. Hohenhaupt             | Приход Кейла | Сохранилась          | Таллин           | Неоготика                        | Мыза Мустамяэ       | побочная мыза рыцарской мызы Ялгимяэ        |
|             | эст. Niitvälja нем. Eschenrode            | Приход Кейла | Не сохранилась       | Нийтвялья        |                                  | Мыза Нийтвялья      | полумыза                                    |
|             | эст. Ohtu нем. Ocht                       | Приход Кейла | Сохранилась          | Охту             | Барокко                          | Мыза Охту           | рыцарская мыза (дворянское имение)          |
|             | эст. Peetri нем. Peterhof                 | Приход Кейла | Не сохранилась       | Пеэтри           |                                  | Мыза Пеэтри         | побочная мыза рыцарской мызы Вяэна          |
|             | эст. Rahula нем. Rahhola                  | Приход Кейла |                      | Рахула           |                                  | Мыза Рахула         | рыцарская мыза (дворянское имение)          |
|             | эст. Rannamõisa нем. Strandhof            | Приход Кейла |                      | Раннамыйза       |                                  | Мыза Раннамыйза     | рыцарская мыза (дворянское имение)          |
|             | эст. Saku нем. Sack                       | Приход Кейла | Сохранилась          | Саку             | Ампир                            | Мыза Саку           | рыцарская мыза (дворянское имение)          |
|             | эст. Saue нем. Friedrichshof              | Приход Кейла | Сохранилась          | Сауэ             | Барокко                          | Мыза Сауэ           | рыцарская мыза (дворянское имение)          |
|             | эст. Tuula нем. Thula                     | Приход Кейла |                      | Туула            |                                  | Мыза Туула          | рыцарская мыза (дворянское имение)          |
|             | эст. Uue-Karjaküla нем. Neu-Hohenhof      | Приход Кейла |                      | Карьякюла        |                                  | Мыза Ууэ-Карьякюла  | побочная мыза рыцарской мызы Вана-Карьякюла |
|             | эст. Vana-Pääla нем. Taubenpöwel          | Приход Кейла |                      | Вана-Пяэла       | Архаичный старо-балтийский стиль | Мыза Вана-Пяэла     | побочная мыза рыцарской мызы Вяэна          |
|             | эст. Valingu нем. Walling                 | Приход Кейла |                      | Валингу          |                                  | Мыза Валингу        | рыцарская мыза (дворянское имение)          |
|             | эст. Vana-Karjaküla нем. Alt-Hohenhof     | Приход Кейла |                      | Карьякюла        |                                  | Мыза Вана-Карьякюла | рыцарская мыза (дворянское имение)          |
|             | эст. Vanamõisa нем. Wannamois             | Приход Кейла |                      | Ванамыйза        |                                  | Мыза Ванамыйза      | рыцарская мыза (дворянское имение)          |
|             | эст. Viti нем. Wittenpöwel                | Приход Кейла |                      | Вити             |                                  | Мыза Вити           | побочная мыза рыцарской мызы Вяэна          |
|             | эст. Voore нем. Forby                     | Приход Кейла |                      | Коппельмаа       | Барокко                          | Мыза Вооре          | рыцарская мыза (дворянское имение)          |
|             | эст. Vääna нем. Faehna                    | Приход Кейла |                      | Вяэна            | Барокко                          | Мыза Вяэна          | рыцарская мыза (дворянское имение)          |
|             | эст. Ääsmäe нем. Essemäggi                | Приход Кейла |                      | Ээсмяэ           | Барокко                          | Мыза Ээсмяэ         | рыцарская мыза (дворянское имение)          |
|             | эст. Üksnurme нем. Uxnorm                 | Приход Кейла |                      | Юкснурме         |                                  | Мыза Юкснурме       | рыцарская мыза (дворянское имение)          |

## История возникновения
В XIII веке возник церковный приход Кейла, очень большой как по площади, так и по количеству мыз. Он был создан на базе древнего прихода Воментага, от которого в XIII веке и позднее были отделены некоторые земли как на западе, так и на востоке.

## Месторасположение
В настоящее время территория прихода Кейла полностью находится на территории современного уезда Харьюмаа и поделена между множеством его волостей.

Земли, входившие в исторический приход Кейла, включают в себя:
- полностью земли волости Харку, а также городов Кейла и Сауэ;
- за небольшим исключением юго-западные земли волости Кейла;
- бо́льшая часть волости Сауэ (за исключением южной части с мызой Майдла);
- половина волости Саку;
- часть волости Вазалемма вместе с посёлком Вазалемма;
- часть территории современного Таллина, окружавшая мызу Хааберсти и Мустамяэ.

Земли волостей Харку и Кейла составляли примерно четверть территории прихода.